# 中央公園駅 (高雄市)
中央公園駅（ちゅうおうこうえんえき）は台湾高雄市前金区にある高雄捷運紅線の駅。中山一路、民生二路及び五福三路一体に位置し、駅番号はR9。建設時の暫定駅名は新堀江だったが、新堀江が私的な市場の名称であった為、付近の中央公園（城市光廊）より名付けられた。中央公園に位置する出口1はイギリスの建築家であるリチャード・ロジャースの設計である。

## 駅構造
3層構造でホームドア付き島式ホーム1面2線の地下駅であり、3箇所の出入口がある。

### 駅階層
| 地上    | 出入口                       | 出入口                                      |
| 地下2階 | コンコース階                 | コンコース、案内所、自動券売機、自動改札口  |
| 地下2階 | コンコース階                 | トイレ（駅西側で改札口の外、出口1近く）     |
| 地下3階 | 1番ホーム                    | ←■紅線 高雄国際機場・小港方面（三多商圏駅） |
| 地下3階 | 島式ホーム，左側のドアが開く |                                             |
| 地下3階 | 2番ホーム                    | →■紅線 美麗島・岡山駅方面（美麗島駅）       |

### 駅出口
出口1は駅西側、出口2、3は駅東側南端にあり、出口1にはバリアフリーのエレベーターがある。
- 出口1：中央公園、城市光廊（中山一路西側）
- 出口2：新興高中、大統262ショッピングセンター（中山一路東側、五福二路交差点）
- 出口3：新興国小、中華電信（中山一路東側、民生二路交差点）

## 利用状況
2009年5月の利用者数は乗車人員が277,649人、降車人員が273,436人であった。
| 年   | 年間      | 年間      | 年間      | 年間     | 1日平均 | 1日平均 |
| 年   | 乗車      | 下車      | 乗下車計  | 出典     | 乗車    | 乗下車  |
| ---- | --------- | --------- | --------- | -------- | ------- | ------- |
| 2008 | 2,610,239 | 2,568,820 | 5,179,059 | [ 注 1 ] | 9,703   | 19,253  |
| 2009 | 3,078,458 | 3,031,547 | 6,110,005 | [ * 2 ]  | 8,434   | 16,740  |
| 2010 | 3,029,948 | 3,014,713 | 6,044,661 | [ * 3 ]  | 8,301   | 16,561  |
| 2011 | 3,192,761 | 3,152,817 | 6,345,578 | [ * 4 ]  | 8,747   | 17,385  |
| 2012 | 3,544,272 | 3,485,953 | 7,030,225 | [ * 4 ]  | 9,684   | 19,208  |
| 2013 | 3,727,534 | 3,681,356 | 7,408,890 | [ * 4 ]  | 10,212  | 20,298  |
| 2014 | 3,494,812 | 3,439,461 | 6,934,273 | [ * 4 ]  | 9,575   | 18,998  |
| 2015 | 3,363,894 | 3,310,852 | 6,674,746 | [ * 4 ]  | 9,216   | 18,287  |
| 2016 | 3,207,342 | 3,150,925 | 6,358,267 | [ * 4 ]  | 8,763   | 17,372  |
| 2017 | 3,139,527 | 3,074,881 | 6,214,408 | [ * 4 ]  | 8,601   | 17,026  |
| 2018 | 3,051,121 | 2,975,979 | 6,027,100 | [ * 4 ]  | 8,359   | 16,513  |
| 2019 | 3,024,863 | 2,969,374 | 5,994,237 | [ * 4 ]  | 8,287   | 16,423  |
| 2020 | 2,241,896 | 2,210,455 | 4,452,351 | [ * 4 ]  | 6,125   | 12,165  |

- 統計に関する出典

註釈
1. ↑  3月8日開業後の運営日数は296日だが、統計は有料化開始の4月7日以降269日で算出している[* 1] ）

出典
1. ↑  （繁体字中国語）高雄捷運公司 (2009年1月10日). “高雄都會區大眾捷運系統各站旅運量統計表”.   高雄市政府交通局. p. 頁10. 2019年5月5日閲覧。
2. ↑  （繁体字中国語）“高雄都會區大眾捷運系統各站旅運量統計表 中華民國98年”.   高雄市政府捷運工程局. p. 頁13 (2009年1月10日). 2019年10月27日閲覧。
3. ↑  （繁体字中国語）“高雄都會區大眾捷運系統各站旅運量統計表 中華民國99年”.   高雄市政府捷運工程局. p. 頁13. 2019年10月27日閲覧。
4. ↑  （繁体字中国語）“高雄都會區大眾捷運系統各站旅運量-年 依 年, 捷運站別 與 入出站”.   高雄市政府交通局 (2021年3月12日). 2021年3月12日閲覧。 高雄市統計資訊服務網

## 歴史
- 計画時の駅名は新堀江駅である。
- 2008年3月9日 高雄捷運紅線の「橋頭駅〜小港」間が正式に開通した[2]。

## 隣の駅
高雄捷運
■紅線
美麗島駅 - 中央公園駅 - 三多商圏駅